# Steinreihe Pierres Droites

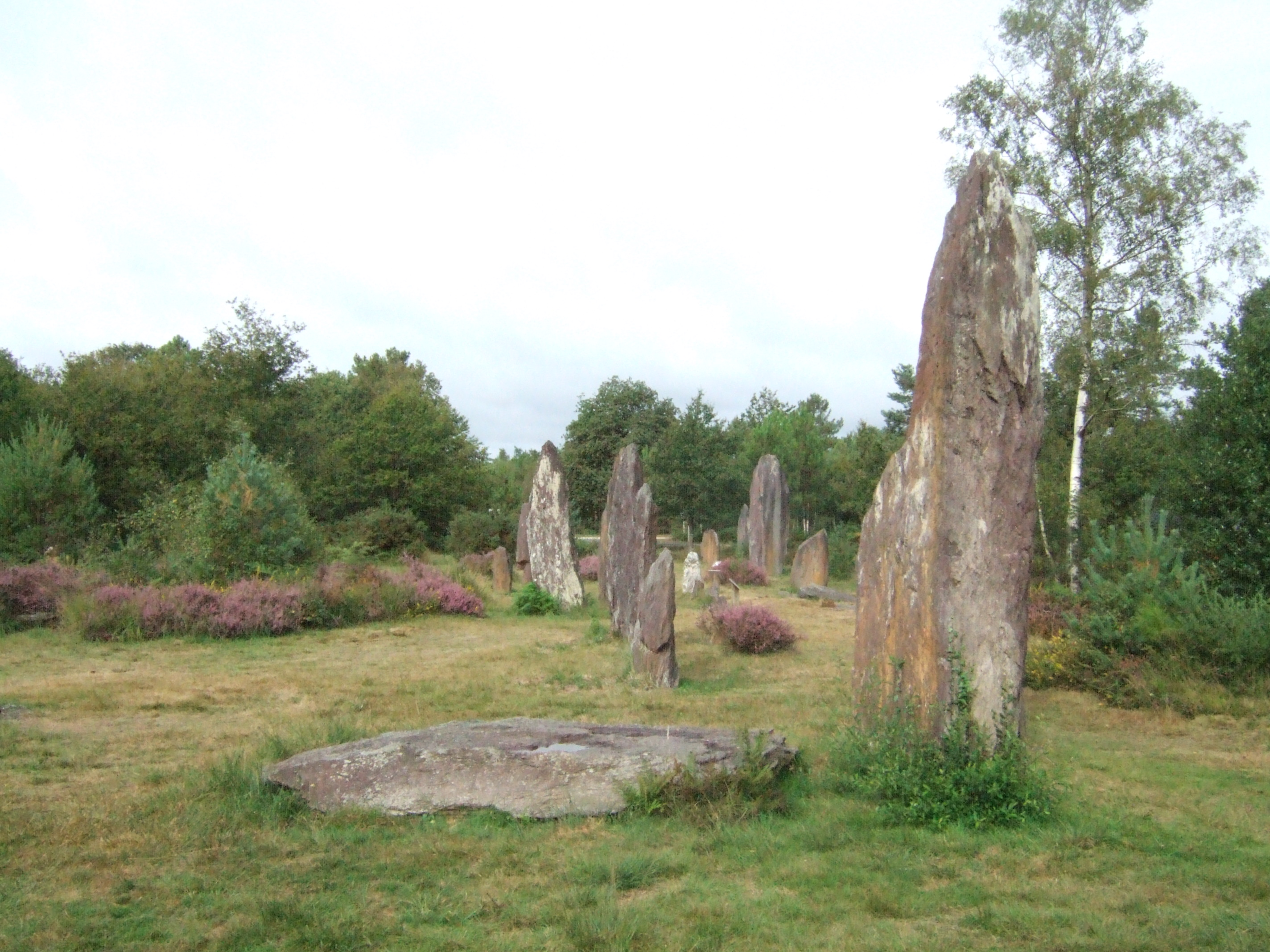
Steinreihe Pierres Droites

Die Menhire der Steinreihe Pierres Droites (französisch Les pierres droites) bei Monteneuf im Wald von Paimpont im Département Morbihan in der Bretagne in Frankreich sind aus rötlichem Schiefer. Die Steinreihe wurde erst im Jahre 1989 infolge von Waldbränden etwa zwei Kilometer östlich des Ortes Monteneuf an der Départementsstraße D776 in Richtung Guer entdeckt.
Bis dahin waren nur einige von Efeu bedeckte Menhire bekannt, die am Boden lagen. In den nächsten neun Jahren wurden dann durch gezieltes Suchen 420 Menhire auf sieben Hektar gefunden und freigelegt, von denen 42 an ihrem ursprünglichen Standort wieder aufgestellt wurden. Die Anlage wurde wahrscheinlich im Jahre 1000 zerstört. Seit 1997 ist die Steinreihe als Monument historique geschützt.
Etwa einen Kilometer entfernt liegt das Galeriegrab Les Bordouès.